# Štěrbovka sněžná
Štěrbovka sněžná, lat. Andreaea nivalis je druh vysokohorského mechu.

## Popis
Roste v hustých, někdy rozsáhlých, hnědozelených, červenohnědých až černých porostech. Lodyžky dosahují délky až 10 cm. Bývají hustě olistěné, lístky jsou srpovité až jednostranné, zvláště na vrcholu lodyžky. Okraj listu je rovný, jemně a nepravidelně zoubkatý, čepel jednovrstevná, oboustranně papilnatá. Žebro je žlutavé nebo oranžové, po celé délce zhruba stejně silné, končí se špičkou. Perichetiální lístky jsou o málo větší než lodyžní. Jedná se o vrcholoplodý mech. Tobolky se otevírají po straně 4-6 podélnými rýhami. Řadíme ji mezi rostliny dvoudomé.

## Stanoviště a rozšíření
Vyskytuje se na silikátových skalách v niválních pramenných nivách, na okrajích pramenných kotlin s vysokou a dlouho ležící sněhovou pokrývkou.
Roste ve velehorách v Evropě a na západě Severní Ameriky, pod 1600 m n. m. ji lze nalézt jen stěží.